# Baosteel
Baosteel este cel mai mare producător de oțel din China.
În anul 2005, compania a avut vânzări de 22 miliarde dolari.